# Red bijelog orla
Red bijelog orla osnovao je srpski kralj Milan I. 23. siječnja 1883. zajedno s Redom svetog Save.
Bijeli orao na odlikovanju označavaju ponovno oživljavanje simbola Srbije, a orao je, kao simbol, uzet od bizantskih careva.
Petar I. Karađorđević kada je došao na vlast u Srbiji, nastavio je dodjeljivati Red bijelog orla, no na poleđini odlikovanja nisu se nalazili inicijali Milana I. Obrenovića već godina osnutka Srpske kraljevine.
Red je imao odjeljak za ratne zasluge, s mačevima koji su prekriženi između krune i orlove glave. Odjeljak za ratne zasluge osnovan je 1915., a dodjeljivan je za vidljive znakove hrabrosti časnika na bojnome polju.
Red je organiziran u pet stupnjeva i dodjeljivan je srpskim građanima i stranim državljanima, za mirodobne i ratne zasluge ili službu proglasom jugoslavenske krune. Između 1883. i 1898. ovaj red je bio najviše odlikovanje u Srbiji; 1898. Kraljevski red Miloša Velikog nalazio se ispred ovog odlikovanja, a 1904. Kraljevski orden Karađorđeve zvijezde postao je najviše odlikovanje.
Odlikovanje dodjeljuje kruna. Među posljednjim odlikovanima nalazi se veliki meštar reda svetog Ivana (Fr. Angelo de Moiana da Cologna), a posmrtno je dodijeljeno i trojici članova Kraljevskoga vijeća.
Red je ukinut 1945., no odjeljak za ratne zasluge je i dalje imao status odlikovanja u SFRJ.